# Koppelingsstart
Koppelingsstart is het starten van een motorrace met behulp van gas en koppeling. 
Bij de invoering van deze startmethode (als vervanging van de duwstart, in 1987) moesten veel fabrikanten de koppelingen van de motoren aanpassen. Deze waren niet bedoeld om met de motorfiets weg te rijden. De invoering was een voordeel voor coureurs die door een blessure minder goed konden lopen, maar ook voor motorfietsen die moeilijk aansloegen.